# Canimated Nooz Pictorial, No. 3
Canimated Nooz Pictorial, No. 3 è un cortometraggio muto del 1915. Il nome del regista non viene riportato.

## Produzione
Il film fu prodotto dalla Essanay Film Manufacturing Company.

## Distribuzione
Distribuito dalla General Film Company, il film - un cortometraggio di animazione in una bobina - uscì nelle sale cinematografiche USA il 22 dicembre 1915.